# Lepidopetalum montanum
Lepidopetalum montanum är en kinesträdsväxtart som först beskrevs av Carl Ludwig von Blume, och fick sitt nu gällande namn av Ludwig Radlkofer. Lepidopetalum montanum ingår i släktet Lepidopetalum och familjen kinesträdsväxter. Inga underarter finns listade i Catalogue of Life.